# Iz*One
Iz*One (/ˈaɪz wʌn/; hangul: 아이즈원; rr: Aijeuwon; em katakana: (アイズワン, Aizuwan); estilizado como IZ*ONE), foi um grupo feminino nipo-sul-coreano formado através do reality show Produce 48, produzido pelo canal de televisão sul-coreano Mnet. O grupo era composto por doze integrantes: Jang Won-young, Sakura Miyawaki, Jo Yu-ri, Choi Ye-na, An Yu-jin, Nako Yabuki, Kwon Eun-bi, Kang Hye-won, Hitomi Honda, Kim Chae-won, Kim Min-ju e Lee Chae-yeon. Elas eram administradas pela Off the Record e Swing Entertainment.
Iz*One estreiou em 29 de outubro de 2018, com seu primeiro extended play (EP) Color*Iz. O EP foi bem sucedido comercialmente, vendendo mais de 225.000 unidades e atingindo a segunda posição da Gaon Album Chart. Em adição, o EP e seu carro-chefe, "La Vie en Rose", entraram nas tabelas World Albums e World Digital Songs da Billboard, respectivamente. O sucesso inicial subsequentemente deu ao grupo o título de New Artist of the Year em múltiplas cerimônias de prêmios, incluindo Golden Disc Awards e Seoul Music Awards.
O primeiro single japonês do grupo, "Suki to Iwasetai", foi lançado em 6 de fevereiro de 2019, através da EMI Records, subsidiária da Universal Music Group. Alcançando a segunda posição da Oricon Singles Chart e com mais de 250.000 cópias vendidas, o single recebeu o certificado de platina da Recording Industry Association of Japan (RIAJ).
Iz*One lançou dois álbuns de estúdio (um coreano e um japonês) e sete extended plays (quatro coreanos e três japoneses). Apesar de conversas iniciais sobre uma possível extensão contratual, o grupo foi desfeito oficialmente em 29 de abril de 2021.

## Nome
O nome do grupo, Iz One (estilizado como IZ*ONE), foi sugerido por internautas através do site oficial do Produce 48 e escolhido pela CJ E&M. "IZ" é um numerônimo para o número 12, uma homenagem aos seus doze membros, enquanto "ONE" indica que eles são um como um grupo. O asterisco (*) entre "IZ" e "ONE" simboliza os signos astrológicos do zodíaco. O fandom se chama WIZ*ONE. "Wiz" é a abreviação de "Wizard" (Mago) e significa que seus fãs estarão com o IZ*ONE ajudando-os a criar seu futuro mágico juntos.

## História

### Antecedentes e formação através doProduce 48
IZ*ONE foi formado através do reality show Produce 48, que foi ao ar na Mnet de 15 de junho a 31 de agosto de 2018. O reality foi anunciado como uma colaboração entre Produce 101 e o grupo japonês AKB48. Dos noventa e seis concorrentes iniciais, os doze finalistas foram escolhidos por votos do público e anunciado ao vivo pelo canal Mnet.
Antes de aparecerem no programa, vários membros já estavam ativos na indústria do entretenimento. Hitomi Honda fez sua estreia como membro do AKB48. Antes de ingressar na HKT48, a integrante Sakura Miyawaki apareceu em uma produção musical da Shiki Theater Company de O Rei Leão (2008-2009), e a integrante Nako Yabuki esteve no filme Touch, de 2005, seguido por papéis em vários dramas e comerciais da televisão japonesa. Kwon Eun-bi estreou com Ye-A em 2014 sob o nome artístico de Ka-zoo, mas deixou o grupo mais tarde.
Kang Hye-won foi um membro em potencial para os grupos DayDay e The Ark. Lee Chae-yeon já havia competido no K-pop Star 3 da SBS, e o reality show da JYP Entertainment, Sixteen. Kim Min-ju apareceu como atriz em vídeos de música e dramas coreanos, notavelmente no drama coreano Tempted em 2018, onde ela interpretou o papel do jovem Choi Soo-ji (Moon Ga-young). Ahn Yu-jin apareceu como atriz em comerciais e videoclipes, principalmente em um comercial da Acuvue Vita. Em setembro de 2018, a Off the Record anunciou que assumiria a gestão de Iz One da Stone Music.

### 2018: Estreia comColor*Iz

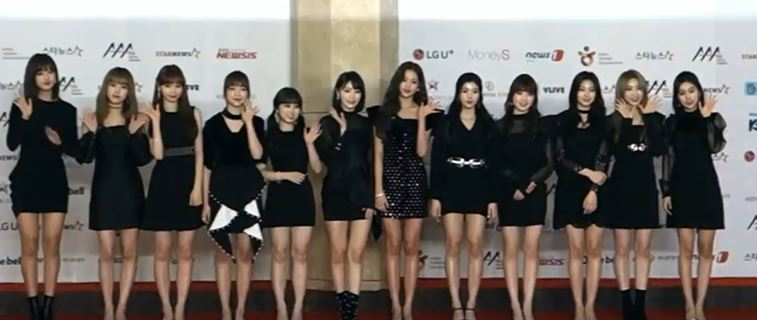
Iz One no tapete vermelho do Asia Artists Awards em 2018.

O extended play de estreia do grupo, Color*Iz, foi lançado em 29 de outubro de 2018, com "La Vie en Rose" servindo como a primeira faixa-título do grupo. Um showcase, intitulado "Color*Iz Show-Con", foi realizado em conjunto com o lançamento do álbum no Olympic Hall em Seul, Coréia do Sul, no qual os ingressos estavam esgotados dentro de um minuto de venda. Em seu primeiro dia de lançamento, o extended play vendeu mais de 34.000 unidades relatadas pela Hanteo Chart, estabelecendo um novo recorde para o maior número de álbuns vendidos no primeiro dia do lançamento de estreia de um girl group.
O videoclipe do single "La Vie en Rose" alcançou mais de 4,5 milhões de visualizações até 24 horas após seu lançamento no YouTube, tornando-se o vídeo musical de estréia mais assistido por um artista coreano em 24 horas. Em 8 de novembro, o grupo ganhou seu primeiro prêmio no M!Countdown com "La Vie en Rose", a canção recebeu um total de 3 prêmios ao final das promoções. Em 6 de dezembro, a Off the Record Entertainment anunciou que IZ*ONE assinou um contrato com a gravadora EMI Records da Universal Music Japan.

### 2019: Estreia japonesa e investigação sobre manipulação de votos
Em 20 de janeiro, a IZ*ONE realizou seu show de estreia japonês no Tokyo Dome City Hall para promover seu primeiro single japonês "Suki to Iwasetai". Em 25 de janeiro, o grupo lançou o videoclipe de "Suki to Iwasetai" e alcançou mais de 1,7 milhão de visualizações nas primeiras 24 horas e 5 milhões em uma semana no YouTube. O single foi lançado oficialmente em 6 de fevereiro. "Suki to Iwasetai" estreou no ranking diário da Oricon Singles Chart em seu primeiro dia com 193.469 cópias físicas vendidas. Com isso, a IZ*ONE também estabeleceu o maior número de vendas no primeiro dia para um grupo feminino coreano, superando a música "Wake Me Up" do Twice. Acabou na posição 2 no semanário Oricon Singles Chart com 221.640 unidades vendidas, enquanto a Billboard Japan registrou 303.745 vendas de 4 a 10 de fevereiro de 2019.
Em 9 de março, o DJ e produtor inglês Jonas Blue lançou uma nova versão de seu single de 2018, "Rise", com o Iz One nos vocais. Dia 1 de abril de 2019, o grupo lançou o seu segundo EP Heart*Iz. O EP está disponível em duas versões: "Violeta" e "Sapphire", e consiste de oito faixas com "Violeta" servindo como seu primeiro single. O videoclipe do single "Violeta" foi lançado em 1 de abril de 2019 no YouTube, juntamente com o lançamento físico e digital do EP. Em 29 de março de 2019, a Off the Record informou que as vendas de pré-venda de Heart*Iz haviam ultrapassado 200.000 cópias e vendeu 132.109 cópias na primeira semana.
Um showcase de retorno, intitulado "Heart To Heart*Iz", foi realizado na Blue Square no mesmo dia do lançamento do álbum. Foi transmitido ao vivo pelo canal da Mnet e da Stone Music no YouTube. O grupo apareceu no show de variedades Idol Room em 2 de abril de 2019 transmitido no JTBC.Em 29 de junho, Iz One lançou seu segundo single japonês "Buenos Aires". A música ficou em primeiro lugar no "Daily Single Ranking", com vendas estimadas de 192.749 unidades em 24 horas após o lançamento. Em 3 de julho, de acordo com as estatísticas da tabela "Top Singles Sales" na quarta semana de junho (24 de junho - 30 de junho) no site japonês de agregação de volume de vendas, Billboard Japan, o segundo single japonês registrou vendas de 329.999 cópias no total e alcançou a posição #1.
O single liderou o ranking do "Weekly Single Ranking" ao registrar vendas de mais de 200.000 cópias na primeira semana, e também subiu para a No.1 no "Oricon Weekly Total Single Ranking" (classificada de acordo com dados agregados de vendas de CDs, downloads de música digital e índice de streaming). O grupo realizou uma turnê titulada "EYES ON ME", começando no Jamsil Indoor Stadium em Seul em junho. E depois de performances consecutivas na Tailândia e no Japão, o grupo continuou sua turnê em Hong Kong em 13 de julho; Makuhari Messe em Chiba em 21 de agosto; World Memorial Hall em Kobe em 1 de setembro; Marine Messe Fukuoka, Fukuoka em 8 de setembro; e Saitama Super Arena, Saitama em 25 de setembro.
Em 31 de julho, o videoclipe de La Vie en Rose atingiu 100 milhões de visualizações, tornando-se o terceiro videoclipe de debut mais rápido de um girlgroup no Youtube. Iz One lançou seu terceiro single japonês intitulado "Vampire" em 25 de setembro de 2019. O grupo estava programado para lançar seu primeiro álbum de estúdio em língua coreana, Bloom*Iz, em 11 de novembro de 2019. No entanto, a liberação foi adiada devido à investigação de manipulação de votos da Mnet. As investigações revelaram que algumas integrantes do grupo foram selecionadas previamente para o grupo final e que o próprio programa foi fraudado. Não foram revelados os nomes dos que foram favorecidos no processo, para evitar danos aos artistas. Além disso, as exibições, promoções e várias participações do Iz*One foram canceladas ou suspensas, que também incluiu o lançamento de seu filme de concerto, Eyes on Me: O Filme. Em 28 de novembro de 2019, as promoções japonesas do grupo também foram suspensas.

### 2020: Retorno comBloom*Iz, Oneiric Diary, primeiro álbum de estúdio em japonês e One Reeler: Act. IV
Em 6 de janeiro de 2020, as agências dos membros e a CJ E&M chegaram a um acordo para retomar as atividades do grupo. Em 23 de janeiro de 2020, a Mnet confirmou que IZ*ONE iria normalizar suas atividades em fevereiro. No dia 3 de fevereiro de 2020, foi lançado a capa do primeiro álbum de estúdio do grupo, Bloom*Iz, com a notícia de que o álbum seria lançado em 17 de fevereiro. No dia 13 de fevereiro, foi lançado pelo canal oficial do grupo no YouTube, um teaser da faixa-título do álbum, intitulada Fiesta. Em 17 de fevereiro, foi lançado o álbum Bloom*Iz e o videoclipe da faixa principal. O álbum alcançou mais de 180.000 cópias vendidas, quebrando o recorde de vendas na primeira semana de um girl group coreano em apenas 1 dia. Internacionalmente, o álbum emplacou a primeira colocação no iTunes de 15 países.
No dia 9 de março de 2020, o CEO da Pledis Entertainment, Han Sung Soo anunciou que irá abandonar a sua posição como produtor geral das IZ*ONE. Ele trabalhou com o grupo desde o seu período pré-estreia até ao lançamento do álbum, “BLOOM*IZ. Após este anúncio, rumores surgiram a 10 de março de que a Swing Entertainment iria ficar envolvida na gestão do grupo feminino. Uma fonte da agência confirmou as notícias ao afirmar:
''A Swing Entertainment estará encarregue da co-gestão das IZ*ONE juntamente com a Off The Record Entertainment.''
Notavelmente, a Swing Entertainment foi a agência que geriu tanto os Wanna One como os X1, dois outros grupos formados através da série de programas da Mnet, “Produce 101”.
No dia 19 de maio de 2020, a equipe de gestão das IZ*ONE lançou um aviso no seu fan cafe a anunciar que o grupo irá lançar o terceiro mini álbum no dia 15 de junho de 2020. O aviso diz o seguinte:
''Os membros estão atualmente a trabalhar muito nas últimas fases da produção do álbum e estão a dedicar-se ao treino da coreografia para que possam apresentar-vos a maior qualidade de atuação.''
No dia 1 de junho de 2020, à meia-noite KST, IZ*ONE partilharam um trailer para o seu próximo mini álbum “Oneiric Diary (幻想日記)“.
IZ*ONE fez o seu retorno no dia 15 de junho com a faixa-título Secret Story Of The Swan. O MV originalmente agendado para ser lançado em simultâneo com o mini álbum, que contém 8 faixas, foi adiado para 16 de junho ao meio-dia, horário da Coréia do Sul. Em vez disso, foram exibidos vídeos das apresentações ao vivo de Welcome e Secret Story of the Swan.
IZ*ONE também deu inicio a terceira temporada do seu reality show IZ*ONE Chu.
Em outubro, IZ*ONE lançou seu primeiro álbum japonês completo, intitulado “Twelve”, que recebeu o certificado de ouro no Japão. Também quebrou o recorde de vendas mais altas no primeiro dia de um grupo de K-pop desde o lançamento da parada de álbuns diária da Oricon em 2008. O lançamento para o mv da música title "Beware" ocorreu em 7 de outubro.
No dia 10 de novembro, a Off the Record confirmou que o grupo iria fazer o seu retorno coreano antes do final do ano de 2020. No dia 22 de novembro, IZ*ONE lançou o primeiro teaser do comeback que acontecerá em dezembro: um pôster inspirado nos cinemas antigos, em um formato que lembra o de um ingresso, com o nome de todas as integrantes e as palavras “One-reeler: Act IV”. O teaser também trouxe a data do comeback, que estava marcado para o dia 7 de dezembro às 18h (horário da Coreia do Sul).
No dia 6 de dezembro, IZ*ONE revelou a música title "Panorama" no 2020 Mnet Asian Music Awards (MAMA 2020).
No dia 7 de dezembro, IZ*ONE lançou o seu 4° mini álbum “One-reeler: Act IV”, em simultâneo com o mv para a música "Panorama". O álbum contém 6 músicas inéditas, e trazendo a integrante Chaewon como a escritora da música "Slow Journey"

### 2021:Possível extensão de contrato,D-D-Dance, Zero Attitude, One: The Story, 3! 4!, Universe Parallel e Fim do grupo
No dia 12 de janeiro de 2021, a Ilgan Sports alegou que a CJ ENM teria entrado em contacto com as várias agências de alguns dos membros das IZ*ONE para oficialmente dar início às discussões sobre o seu contrato. A CJ ENM ainda não falou com as agências de todas as membros e algumas delas alegadamente já finalizaram a sua decisão de permanecer no grupo. A Off the Record se pronunciou:
“Em relação aos planos futuros do IZ*ONE, ainda estamos em processo de coleta de opiniões e posições das integrantes e de suas respectivas agências. O grupo planeja dar continuidade a todas as atividades programadas até abril, quando o contrato expirará. Também planejamos ouvir as opiniões de todas as partes envolvidas durante esse período. Notificaremos vocês se houver alguma alteração”, diz a nota da Off The Record Entertainment."
IZ * ONE esteve lançando novas músicas com UNIVERSE, a plataforma global de fandom!
O UNIVERSE do NCSOFT é uma nova plataforma de entretenimento que permite aos usuários desfrutar de várias atividades de fandom a qualquer hora no celular. IZ * ONE foi previamente revelado como o primeiro de vários artistas a se juntar à plataforma.
Em 17 de janeiro, UNIVERSE revelou uma programação de teaser para um novo lançamento do IZ * ONE intitulado “D-D-DANCE”. A música será lançada em 26 de janeiro às 18h KST, e o videoclipe será lançado em 28 de janeiro.
DD-DANCE” foi lançado em sites de música no dia 26 de janeiro, e o videoclipe foi divulgado na plataforma de fandom UNIVERSE, com apenas uma prévia no YouTube no canal 1theK. A música foi produzida pelo hitmaker Full8loom, e as letras falam sobre como escapar do tédio da vida cotidiana e sonhar com a liberdade.
No dia 15 de fevereiro, Kwon Eun Bi, Miyawaki Sakura, Kim Min Ju, Jo Yu Ri e Jang Won Young se juntaram a Soyou para "ZERO: ATTITUDE" com pH-1, que foi lançado às 18h KST .
Produzido por GALACTIKA *, “ZERO: ATTITUDE” tem ritmo EDM com sons de hip hop e funk.
O grupo marcou um show virtual, chamado “ONE, THE STORY”, para o dia 13 e 14 de março. A apresentação está foi tratada pela mídia sul-coreana como o último show do grupo antes do “disband”. Isso porque o contrato das integrantes se encerrará em abril. A arte divulgada pela agência Off the Record faz referência ao início da carreira do IZ*ONE. O pôster traz as 12 membros do grupo de costas e sentadas de frente para uma parede. Era assim também a imagem promocional do single de estreia “La Vie En Rose”.
IZ*ONE foi confirmado para refazer o ‘3’4! De Roo no projeto ‘Rewind:Blassom’ parte 2. Na segunda parte da série de remake em andamento, o girl group fará parte, trazendo sua versão de remake 2021, da faixa de sucesso de verão dos anos 90, Roo’ra.
O mv para a faixa foi lançado em 26 de março de 2021.
Após especulações, foi anunciado o fim das atividades do IZ*ONE. A confirmação do disband foi feita pela Mnet através de um comunicado:
"Olá, aqui é a Mnet.
Mnet, Swing Entertainment e Off The Record têm discutido e ouvido as opiniões de cada agência dos membros da IZ*ONE para saber as melhores atividades possíveis para todos os 12 membros antes do final do projeto que envolve o grupo.
As atividades do IZ*ONE terminarão em abril, conforme previsto. Elas estrearam em 2018 com ‘COLOR*IZ’ e se tornaram um grupo feminino que representa a Ásia e tem recebido amor não apenas da Coreia, mas também de todo o mundo.
O concerto solo online de ‘IZ*ONE ONE, THE STORY’ será realizado por dois dias nos dias 13 e 14 de março.
Mnet, Swing Entertainment e Off The Record agradecem aos 12 membros de IZ*ONE por suas maravilhosas apresentações, e apoiaremos seu crescimento como artistas no futuro para que eles possam continuar escrevendo as fantásticas histórias que já criaram.
Por favor, fiquem de olho em seus novos futuros e continuem a apoiá-las.“.
No dia 18 de abril, IZ*ONE lançou a música  "universe parallel"  juntamente com um video, como um agradecimento aos fãs.
IZ*ONE encerrou oficialmente suas atividades 30 de abril de 2021.

## Integrantes
Ordem das integrantes de acordo com a faixa etária (da mais velha para a mais nova).
- Eunbi (hangul: 은비), nascida Kwon Eun-bi (hangul: 권은비; gwon eun-bi) em Yangsan, Coreia do Sul em 27 de setembro de 1995 (29 anos). Gerenciada pela Woollim Entertainment. Durante a transmissão final do Produce 48, Eunbi ficou em sétimo lugar. Sua cor representativa é roxo. Líder, Vocalista Líder, Dançarina Principal.
- Sakura (hangul: 사쿠라), nascida Miyawaki Sakura (em japonês:  宮脇咲良) em Prefeitura de Kagoshima, Japão em 19 de março de 1998 (27 anos). Gerenciada pela EMI Records e pela AKS (HKT48). Estreou em 2011 como parte da primeira geração do HKT48, grupo-irmão do girlgroup ídolo japonês AKB48. Durante a transmissão final do Produce 48, Sakura ficou em segundo lugar. Sua cor representativa é rosa-pastel. Sub Vocalista, Sub Rapper, Visual.
- Hyewon (hangul: 혜원), nascida Kang Hye-won (hangul: 강혜원; gang hye-won), em Yangsan, Gyeongsangnam-do, Coreia do Sul, em 5 de julho de 1999 (25 anos). Gerenciada pela 8D CREATIVE. Durante a transmissão final do Produce 48, Hyewon ficou em oitavo lugar. Sua cor representativa é vermelho. Sub Rapper, Sub Vocalista, Visual.
- Yena (hangul: 예나), nascida Choi Ye-na (hangul: 최예나; choe ye-na), em Gangdong-gu, Seul, Coreia do Sul, em 29 de setembro de 1999 (25 anos). Gerenciada pela Yuehua Entertainment. Durante a transmissão final do Produce 48, Yena ficou em quarto lugar. Sua cor representativa é amarelo. Rapper Principal, Vocalista Líder e Dançarina Líder.
- Chaeyeon (hangul: 채연), nascida Lee Chae-yeon (hangul: 이채연; i chae-yeon) em Yongin, Coreia do Sul em 11 de janeiro de 2000 (25 anos). Gerenciada pela WM Entertainment. Durante a transmissão final do Produce 48, Chaeyeon ficou em décimo segundo lugar. Sua cor representativa é azul-hortelã. Dançarina Principal, Vocalista Líder e Rapper Líder. Irmã de Lee Chaeryeong, do grupo Itzy.
- Chaewon (hangul: 채원), nascida Kim Chae-won (hangul: 김채원; gim chae-won) em Seul, Coreia do Sul em 1 de agosto de 2000 (24 anos). Gerenciada pela Woollim Entertainment. Durante a transmissão final do Produce 48, Chaewon ficou em décimo lugar. Sua cor representativa é hortelã. Vocalista Líder, Dançarina Líder.
- Minju (hangul: 민주), nascida Kim Min-ju (hangul: 김민주; gim min-ju) em Seul, Coreia do Sul em 5 de fevereiro de 2001 (24 anos). Gerenciada pela Urban Works Media. Durante a transmissão final do Produce 48, Minju ficou em décimo primeiro lugar. Sua cor representativa é branco. Rapper Líder, Sub Vocalista, Visual.
- Nako (hangul: 나코), nascida Yabuki Nako (em japonês:  矢吹奈子) em Tóquio, Japão em 18 de junho de 2001 (23 anos). Gerenciada pela EMI Records e pela AKS (HKT48). Estreou no HKT48 em 2013, com a 3ª geração. Durante a transmissão final do Produce 48, Nako ficou em sexto lugar. Sua cor representativa é azul-celeste. Sub Vocalista.
- Hitomi (hangul: 히토미), nascida Honda Hitomi (em japonês:  本田仁美) em Tochigi, Japão em 6 de outubro de 2001 (23 anos). Gerenciada pela King Records Japan (AKB48). Estreou no AKB48 em 2014, na equipe 8. Durante a transmissão final do Produce 48, Hitomi ficou em nono lugar. Sua cor representativa é pêssego. Dançarina Líder, Sub Vocalista, Sub Rapper.
- Yuri (hangul: 유리), nascida Jo Yu-ri (hangul: 조유리) em Busan, Coreia do Sul em 22 de outubro de 2001 (23 anos). Gerenciada pela Stone Music Entertainment. Durante a transmissão final do Produce 48, Yuri ficou em terceiro lugar. Sua cor representativa é laranja. Vocalista Principal.
- Yujin (hangul: 유진), nascida Ahn Yu-jin (hangul: 안유진; an yu-jin) em Daejeon, Coreia do Sul em 1 de setembro de 2003 (21 anos). Gerenciada pela Starship Entertainment. Durante a transmissão final do Produce 48, Yujin ficou em quinto lugar. Sua cor representativa é azul. Vocalista Líder, Dançarina Líder.
- Wonyoung (hangul: 원영; won-yeong), nascida Jang Won-young (hangul: 장원영; jang won-yeong) em Seul, Coreia do Sul em 31 de agosto de 2004 (20 anos). Gerenciada pela Starship Entertainment. Durante a transmissão final do Produce 48, Wonyoung ficou em primeiro lugar, sendo declarada como vencedora geral do programa e recebendo a posição central do IZ*ONE. Sua cor representativa é rosa. Dançarina Líder, Sub Vocalista, Sub Rapper, Center, Maknae.

## Discografia
- One-reeler / Act IV (2020)
- Oneiric Diary (2020)
- Bloom*Iz (2020)
- Color*Iz (2018)
- Heart*Iz (2019)

## Filmografia
Reality shows
| Ano  | Título     | Rede | Notas                                                                          |
| ---- | ---------- | ---- | ------------------------------------------------------------------------------ |
| 2018 | Produce 48 | Mnet | Programa de sobrevivência para determinar quem serão os membros do novo grupo. |
| 2018 | IZ*ONE Chu | Mnet | Primeiro programa do grupo.                                                    |

## Videografia
| Ano  | Título                                 | Diretor(es)             | Ref.   |
| ---- | -------------------------------------- | ----------------------- | ------ |
| 2018 | "La Vie en Rose" (라비앙로즈)          | VM Project Architecture |        |
| 2019 | "Suki to Iwasetai" (好きと言わせたい)  | Kazuma Ikeda            | [ 56 ] |
| 2019 | "Gokigen Sayonara" (ご機嫌サヨナラ)    | Yasunori Arafune        | [ 57 ] |
| 2019 | "Neko ni Naritai" (猫になりたい)       | bait Saito              | [ 58 ] |
| 2019 | "Violeta" (비올레타)                   | Digipedi                |        |
| 2019 | "Buenos Aires"                         | Kyotaro Hayashi         | [ 59 ] |
| 2019 | "Target"                               | Mitsunori Yokobori      | [ 60 ] |
| 2019 | "Toshishita Boyfriend" (年下Boyfriend) | Yasunori Arafune        | [ 61 ] |
| 2019 | "Vampire"                              | Takehiro Shiraishi      | [ 62 ] |
| 2020 | "Fiesta"                               | Rigend Film Studio      | [ 63 ] |
| 2020 | ''Secret Story of the Swan''           | -                       |        |
| 2020 | "Panorama"                             |                         |        |

## Concertos
- ''Color*Iz'' Show-Con Showcase (2018)[64][65]
- IZ*ONE Japan Debut Showcase 1st Single "Suki to Iwasetai" Release Commemoration Event (2019)[66]
- Heart To ''Heart*Iz'' Comeback Showcase (2019) [67]